# Клечковский, Всеволод Маврикиевич
Все́волод Маври́киевич Клечко́вский (28 ноября 1900, Москва — 2 мая 1972, Москва) — советский агрохимик, сын М. М. Клечковского.

## Биография
Родился 15 (28 ноября) 1900 года в Москве. Окончил МСХА в 1929 году. С 1930 года работал там же (с 1955 года профессор). Академик ВАСХНИЛ (1956).
Основное направление исследований — применение метода меченых атомов в агрохимии. Одним из первых организовал широкие исследования питания растений с применением радиоактивных изотопов. Создал ряд приборов для этой цели. Изучил поведение продуктов деления тяжелых ядер (изотопов стронция, иттрия, циркония) в почвах.
Также внёс вклад в физико-математическое обоснование явления периодичности, в частности, ввёл (1951 году) представления о (n + l)-областях электронных состояний в атомах и сформулировал (n + l)-правило формирования электронных конфигураций атомов по мере роста заряда ядра (правило Клечковского).
Умер 2 мая 1972 года. Похоронен на Ваганьковском кладбище (9 уч.).

## Семья
Дочь Клечковского В. М. — Клечковская Вера Всеволодовна — доктор физико-математических наук, профессор Института Кристаллографии РАН, заведующая лабораторией Кристаллографии.
Сын Дмитрий Всеводович Клечковский был геологом, работал в Сибири и на Дальнев Востоке, погиб в результате несчастного случая при строительстве Красноярской ГЭС в 1966 году.

## Награды и премии
- Сталинская премия второй степени (1952) — за научные исследования процесса питания растений с помощью меченых атомов
- два ордена Ленина (1965, 29.12.1970)
- орден Трудового Красного Знамени (1951)
- орден «Знак Почёта» (1960)
- медали
- Золотая медаль имени Д. Н. Прянишникова (1968)